# Francesco Giustiniani Garibaldo

Stemma Giustiniani

Francesco Giustiniani Garibaldo (Genova, 1336 – Genova, 1408) fu il 17º doge della Repubblica di Genova.

## Biografia
Di professione mercante, nacque nel capoluogo genovese intorno al 1336. Francesco Giustiniani Garibaldo legò la sua vita principalmente ai traffici e alle attività commerciali della famiglia, queste ultime molto ben radicate e distribuite nei territori della Maona di Scio e d'Oriente.
La sua nomina avvenne in un periodo di caos istituzionale che vide in pochi giorni l'alternarsi di dogi nell'estate del 1393. Il 15 luglio 1393 Pietro Fregoso costrinse all'abdicazione il predecessore Antonio Montaldo e venne nominato doge (o si autonominò come descritto in altri testi storici). La carica durò solamente poche ore poiché lo stesso Fregoso cedette il potere, con la forza, a Clemente Promontorio che assunse la carica il giorno stesso ma che a sua volta il giorno seguente dovette rinunciarvi in seguito a un compromesso tra le parti nobiliari e popolari che portò alla massima carica della repubblica Francesco Giustiniani Garibaldo, considerato più moderato e ben voluto da tutte le fazioni.
Ma anch'egli mantenne la massima carica per soli quattordici giorni, fino al 30 luglio quando con il ritorno della fazione dei Montaldo in una Genova divisa tra fazioni e famiglie nobiliari, si riappropriò della nomina dogale Antonio Montaldo, già doge nel 1392.
Lasciato senza porre rimostranze il palazzo Ducale, accreditando l'ipotesi degli storici che la sua nomina non fosse dovuta ad ambizioni personali, ritornò alla gestione degli affari di famiglia. Tuttavia, il nome comparì ancora come podestà di Savona e poi come procuratore del Banco di San Giorgio.
Morì a Genova intorno al 1408 e venne sepolto nella chiesa di San Francesco di Castelletto.